# Canadian Club
Canadian Club é uma marca de uísque canadense.

## História
O americano Hiram Walker fundou, em 1858, na cidade de Detroit, uma destiladora e produzia uísque com o nome comercial de Hiram Walker’s Club Whisky. Nesta época, o estado de Michigan tentava aprovar uma lei seca e para não ser atingido com a restrição ou proibição da venda dos seus produtos, Hiram levou sua fábrica para a cidade canadense de Windsor, província de Ontário.
Com o tempo, a marca do destilado passou a ser rotulada com o nome de Club Whisky e finalmente, como homenagem ao país, em 1889, Hiram renomeou para Canadian Club, tanto para distinguir o seu produto das bebidas provenientes do Reino Unido, como para indicar a adição, na receita, de novos ingredientes que atualmente são conhecidos como o verdadeira uísque canadense
.
A importância econômica da empresa para a localidade se deu a tal ponto de criar-se uma cidade em função da destilaria, com o nome de Walkerville, em 1935.
O uísque Canadian Club foi uma das principais marcas contrabandeadas no período da Lei Seca americana, nas décadas de 1920 e 1930.
Atualmente o uísque é produzido pela empresa Beam Inc.